# Gregorios av Nazianzos
Gregorios av Nazianzos eller Gregorios Teologen, född 329, död 25 januari 390, var en grekisk biskop och kyrkofader. Han vördas som helgon inom den Romersk-katolska kyrkan och Östortodoxa kyrkorna med festdag den 2 januari (västkyrkan), den 25 januari (östkyrkan).
Av många betraktas han som den skickligaste retorikern under patristiska eran. Såsom klassiskt skolad talare och filosof, införlivade han hellenismen i den tidiga kyrkan, varmed han grundade den bysantinska teologins och ecklesiastikens paradigm.
Gregorios utövade stort inflytande på utformningen av treenighetsläran bland både grekiska och latinska teologer, och är ihågkommen som ”treenighetens teolog”. Mycket av hans arbete påverkar även modern teologi, i synnerhet med avseende på förhållandet mellan de tre personerna i treenigheten. Tillsammans med de två bröderna, Basileios den store och Gregorios av Nyssa, är han känd som en av de kappadokiska fäderna.
I både den östliga och den västliga kristenheten betraktas Gregorios som helgon. Den romersk-katolska kyrkan erkänner honom som kyrkolärare; den Östortodoxa kyrkan och de Östkatolska kyrkorna vördar honom som en av de tre heliga hierarkerna, tillsammans med Basileios den store och Johannes Chrysostomos.

## Biografi

### Uppväxt och utbildning
Gregorios föddes i Arianzos, i närheten av Nazianzos, i sydvästra Kappadokien. Hans föräldrar, Gregorios av Nazianzos den äldre och Nonna av Nazianzos, var välbärgade markägare. År 325 omvände Nonna sin make till kristendomen; han blev med tiden vigd till biskop av Nazianzos, år 328 eller 329.  Den unge Gregorios, och hans bror Caesarios av Nazianzos, fick deras första undervisning i hemmet av släktingen Amphylokhios. Gregorios fortsatte med högre studier i retorik och filosofi i Nazianzos, Caesarea, Alexandria och Aten. Under tiden i Aten blev han god vän med sin kurskamrat Basileios den store, och stiftade också bekantskap med Julianus, som sedermera skulle bli kejsare och bli känd under namnet Julianus Apostata. I Aten studerade Gregorios för de berömda retorikerna Himerios och Proaeresios. Medan han slutförde sin utbildning undervisade han i retorik en kort period.

### Verksamhet som präst
År 361 återvände Gregorios till Nazianzos och ordinerades till presbyter av sin far, som ville att han skulle assistera honom i vården om traktens kristna. Den yngre Gregorios, som hade övervägt att leva som munk, besvarade faderns beslut att tvinga honom välja mellan prästskap och enslighet genom att kalla det för ”en tyrannisk handling”.  Efter några dagar lämnade han hemmet, och mötte Basileios i Annesoi där de båda började leva som asketer. Basileios försökte dock övertala honom att assistera fadern, vilket han gjorde året därpå. När han ankom till Nazianzos fann Gregorios den kristna församlingen splittrad av teologiska skiljaktigheter och fadern stod anklagad för kätteri av lokala munkar. Gregorios hjälpte till att läka klyftan med en kombination av personlig diplomati och retorik.
Vid det laget hade kejsar Julianus offentligt utropat sig som motståndare till kristendomen. Som svar på kejsarens avvisande av den kristna tron, framställde Gregorios sina Invektiv mot Julianus mellan åren 362 och 363. Med sin ringaktning av kejsarens moral och förstånd hävdar Invektiven att kristendomen genom kärlek och tålamod kommer att övervinna otillräckliga ledare som Julianus. Denna händelseutveckling beskrivs av Gregorios som den offentliga yttringen av deifikationen (theosis), vilken leder till en andlig upphöjelse och mystisk förening med Gud. Julianus skulle senare, år 362, svara med våldsamma anklagelser mot Gregorios och andra kristna kritiker; kejsaren ägnade sig dock de närmaste åren åt sina fälttåg mot perserna. I och med kejsarens död försvann hotet om förföljelse för Gregorios och Östkyrkan, eftersom den nya kejsaren Jovianus var en svuren kristen som stödde kyrkan.
Gregorios tillbringade de närmast följande åren med att bekämpa arianismen, som hotade att dela Kappadokien. I denna laddade omgivning försonades Gregorios å Basileios vägnar med biskop Eusebios av Caesarea. De två vännerna gick in i fas av nära broderligt samarbete när de antog den stora utmaningen som mötte dem i kyrkan i Caesarea när luttrade arianska teologer och retoriker anlände dit. Gregorios och Basileios stärkte sina ställningar i de följande offentliga debatterna, vilka övervakades av kejsar Valens. Framgången säkerställde att de skulle göra sig en framtid inom kyrkoförvaltningen. Basileios, som länge sneglat på biskopsstolen, utsågs till biskop av Caesarea i Kappadokien år 370.

### Episkopat i Sasima och Nazianzos
Gregorios konsekrerades som biskop av Sasima år 372 av Basileios. Detta säte hade nyligen bildats av Basileios i syfte att stärka ställningen i motsättningen med Anthimus, biskop av Tyana. De ambitioner som Gregorios far haft för sin son och Basileios framhärdande, övertygade Gregorios att han borde anta utnämningen trots sina egna förbehåll. Gregorios skulle senare hävda att konsekrationen pålades honom mot hans vilja av hans viljestarka far och Basileios. När Gregorios skulle beskriva sitt biskopssäte förklarade han att det inte var mycket mer än ”ytterst ryslig avkrok till håla; knappast mer än ett ställe att rasta hästar … brist på vatten, växtlighet, och sällskap av gentlemän… sådan var min kyrka i Sasima!”  Han gjorde mycket liten ansträngning för att förvalta sitt nya stift, och klagade till Basileios att han hade föredragit ett kontemplativt liv.
Slutet av året 372 återvände Gregorios till Nazianzos för att bistå sin döende far med förvaltningen av dennes biskopssäte. Detta satte vänskapen med Basileios på prov, när denne uppmanade honom att återvända till Sasima. Gregorios vidhöll att han inte hade någon avsikt att fortsätta vara en strategisk bricka i Basileios spel. I stället fäste Gregorios all sin uppmärksamhet vid sina plikter som koadjutor av Nazianzos. Det var här som Gregorios höll sina första stora episkopala predikningar.
Efter faderns och moderns död 374 fortsatte Gregorios att förvalta stiftet Nazianzos men vägrade bli kallad biskop. Han donerade det mesta av sina ägodelar till de fattiga för att leva i försakelse och sträng avhållsamhet. Mot slutet av år 375 drog han sig tillbaka till ett kloster i Seleukia där han stannade i tre år. Under slutet av den tiden avled hans vän Basileios. Då Gregorios hälsa förhindrade honom från att närvara vid begravningen skrev han ett gripande brev till Gregorios av Nyssa där han beklagar sorgen, samt tolv dikter tillägnade sin bortgångne vän.

### Gregorios i Konstantinopel
Kejsar Valens avled år 378. Det var goda nyheter för dem som ville tömma inflytandet från arianismen och apollinarismen i Konstantinopel, att hans efterträdare var Theodosios I, en trogen understödjare av nicaeansk ortodoxi. Det landsförvisade nicaeanska partiet återvände successivt till staden. Från sin dödsbädd hade Basileios påmint dem om Gregorios talanger, och troligen föreslog han att hans vän skulle föra den trinitarianska sakens talan i Konstantinopel.
År 379 bad en synod i Antiochia och dess biskop Meletios Gregorios att ta sig till Konstantinopel för att ta den teologiska striden och vinna staden över till den nicaeanska ortodoxin. Efter mycket tvekan gav Gregorios efter. Hans kusin Theodosia upplät en villa där han kunde bo; Gregorios omvandlade större delen av den till kyrka och kallade den Anastasia, ”en skådeplats för trons återuppståndelse”.  Från sitt lilla kapell gav han fem kraftfulla anföranden om den nicaeanska doktrinen, förklarade treenighetens väsen och den ende Gudens enhet. När Gregorios vederlade Eunomions förnekelse av den Helige andens gudomlighet, framlade han följande argument:
| ” | Iakttag dessa fakta: Kristus är född, den Heliga anden är hans förelöpare. Kristus är döpt, och Anden bär vittne om detta… Kristus arbetar med mirakler, Anden genomför dem. Kristus uppstiger till himlen, Anden intar hans plats. Vilka stora ting finns i uppfattningen om Gud som inte står i hans makt? Vilka titlar tillskrivs Gud som inte även tillkommer Honom, förutom Född eller Ickefödd? Jag darrar när jag tänker på ett sådant överflöd av titlar, och hur många Namn de hädar vilka gör uppror mot Anden! | „ |

Gregorios predikningar fick ett gott mottagande och tilldrog sig allt större skaror till Anastasia. I rädsla för hans popularitet beslutade hans motståndare sig för att gå till anfall. Under påsknattens vigil år 379 drog en ariansk mobb in i kyrkan under gudstjänsten, sårade Gregorios och dödade en annan biskop. Under sin flykt från mobben fann sig Gregorios bli sviken av sin vän filosofen Maximos. Maximos, som ingått en hemlig allians med Petrus, biskop av Alexandria, försökte själv ta Gregorios plats och lät sig konsekreras till biskop av Konstantinopel. Gregorios beslutade chockad att avgå från sitt ämbete, men en trofast grupp övertalade honom att stanna och övermanna Maximos. Händelsen var genant för honom och utsatte honom för kritik såsom varande en lantlolla som inte förmådde handskas med intrigerna i storstaden.
Händelserna i Konstantinopel fortfor att göra Gregorios ställning osäker eftersom denna var så inofficiell och de arianska prästerna tagit flera betydelsefulla kyrkor i besittning. När kejsar Theodosios anlände år 380 ordnade sig saken till Gregorios fördel. I fast beslutsamhet att krossa arianismen förvisade kejsaren Domofilos. Följaktligen insattes Gregorios på biskopsstolen av Konstantinopel i Apostlakyrkan, i Domofilos ställe.

### Andra ekumeniska konciliet och återkomsten till Arianzum

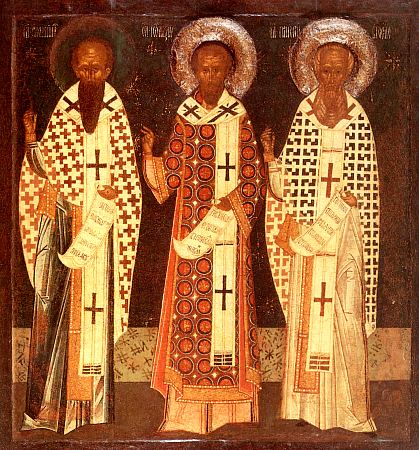
De tre heliga hierarkerna: (vänster till höger:) Basileios den store, Johannes Chrysostomos och Gregorios teologen.

Theodosios ville förena imperiet ytterligare under ortodoxin, och beslutade sig för att sammankalla till ett koncilium för att lösa frågor om tro och kyrkotukt. Gregorios hade samma inställning, att han önskade ena kristendomen. Våren 381 sammankallade de till första konciliet i Konstantinopel, i vilket 150 östliga biskopar närvarade. När konciliets ordförande, Meletios av Antiochia, avled, valdes Gregorios till att ha dennes roll att leda konciliet. Med hopp om att försona väst med öst erbjöd han sig att erkänna Paulinos som patriark av Antiochia. De egyptiska och makedonska biskoparna som hade stött konsekrationen av Maximos anlände sent till konciliet. Väl där vägrade de acceptera Gregorios ställning som överhuvud för kyrkan i Konstantinopel med förevändningen att hans flytt från Sasima kanoniskt sett var illegitim.
Gregorios var fysiskt utmattad och oroad att han skulle förlora förtroendet från biskoparna och kejsaren. Snarare än att ivra för sin sak och riskera splittring valde han att avgå från sin post: ”Låt mig vara som Profeten Jona! Jag orsakade stormen, men jag skulle offra mig för att rädda skeppet. Tag mig och kasta mig… Jag var inte lycklig när jag uppsteg på tronen, och lycklig skulle jag stiga ner från den.” Konciliet förvånades av hans oväntade avgång och detta dramatiska anförande till Theodosios i vilket han bad att befrias från sina uppdrag. Kejsaren rördes av hans ord och applåderade varpå han godtog avgången. Konciliet bad honom närvara än en gång för en avskedsceremoni. Gregorios använde sig av detta tillfälle för att hålla ett sista tal  (Or. 42) och begav sig därefter iväg.
Tillbaka i sitt hemland Kappadokien återupptog Gregorios sitt ämbete som biskop av Nazianzos. Han tillbringade de närmast följande åren med att bemöta de lokala apollinaristiska kättarna och kämpade periodvis med sin dåliga hälsa. Han började också skriva De Vita Sua, hans självbiografiska dikt. Mot slutet av år 383 var hans hälsa ett alltför stort hinder för honom att genomföra sin syssla som biskop. Efter att ha insatt Eulalios på biskopsstolen i Nazianzos drog han sig tillbaka till ensamheten i Arianzum. Efter fem fridfulla år där med familjen på hans släktegendom avled han den 25 januari 389. 
Under hela sitt liv stod Gregorios ansikte mot ansikte med svåra val. Skulle han fördjupa sig i studierna i retorik och filosofi? Skulle ett klosterliv vara mer lämpligt än ett offentligt liv som präst? Var det bättre att följa sitt eget hjärta än att följa anvisningarna från fadern och Basileios? Gregorios skrifter röjer konflikterna som både sårade och motiverade honom. Biografer brukar föreslå att det var denna dialektik som var hans bestämmelse, som utgjorde hans karaktär och ledde honom till ingivelsen att söka efter mening och sanning.

## Betydelse

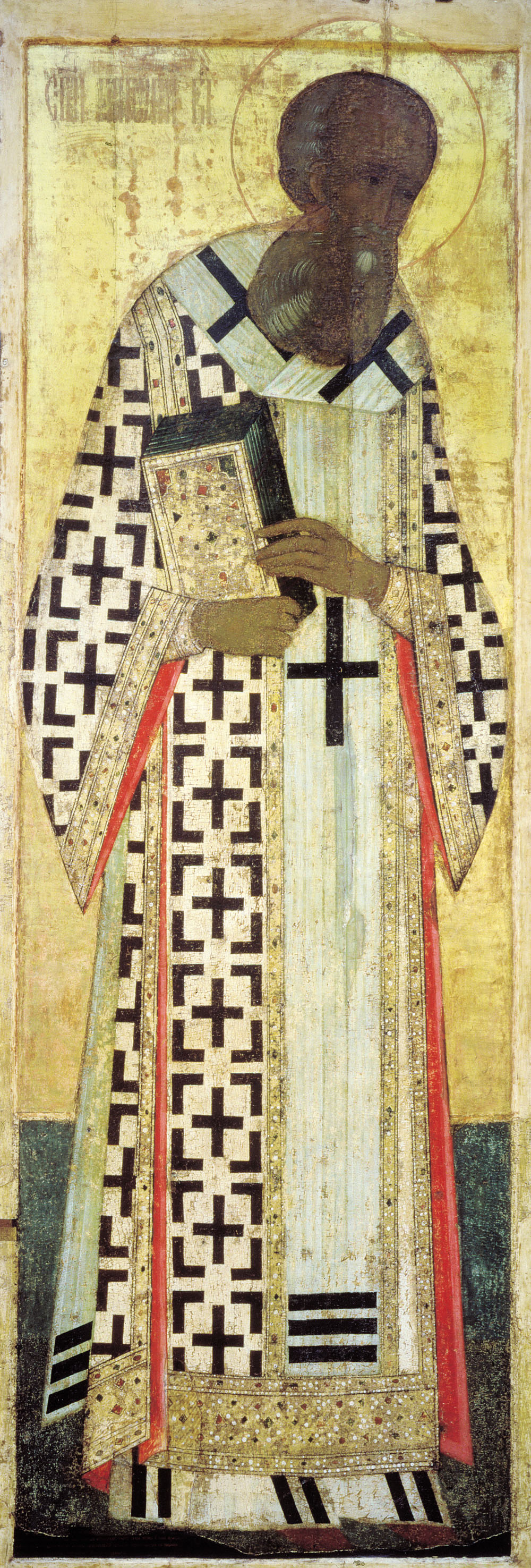
Andrej Rubljov, Gregorios teologen (1408), Dormitionskatedralen, Vladimir.

### Teologi och verk i andra ämnen
Gregorios mest särpräglade verk i teologin kom av hans försvar av den nicaeanska doktrinen om treenigheten. Han är särskilt uppmärksammad för sina bidrag till fältet pneumatologi, det vill säga teologin som behandlar den Heliga andens väsen. I denna bemärkelse är Gregorios den förste att tillgripa idén om procession för att beskriva förhållandet mellan Anden och Gudomen: ”Den Helige Anden är sann Ande, sannerligen framsprungen ur Fadern men inte på samma sätt som Sonen, för det är inte genom generation, utan genom procession, om jag nu måste mynta ett ord för klarhetens skull.” Fastän Gregorios inte till fullo utvecklar begreppet, är det denna uppfattning om procession som skulle forma större delen av tänkandet om den Helige anden.
Han lade stor vikt vid att Jesus inte upphörde vara Gud när han blev människa, inte heller att han skulle ha förlorat några av sina gudomliga attribut när han antog mänsklig natur. Vidare hävdade Gregorios att Kristus var fullt människa, och att han därför hade en mänsklig själ. Han kungjorde evigheten av den Helige anden genom att säga att den Helige andens handlingar var så att säga dolda i Gamla Testamentet men mycket mer klargjorda sedan Jesus uppstigit till himlen och den Helige anden stigit ner på jorden vid pingst i form av andeutgjutelse. 
I motsats till nyarianska uppfattningar att sonen är anomoios eller olik Fadern, och i motsats till semiarianismens påstående att Sonen är homoiosios eller likartad Fadern, vidhöll Gregorios och de övriga kappadokiska fäderna den nicaeanska doktrinen att Sonen är homoouisia eller konsubstantiell i förhållande till Fadern. De kappadokiska fäderna framhöll att Guds natur inte kan begripas av människan, de utvecklade ramverket till förståelsen av hypostaser, eller tre personer förenade i en Gud, och de illustrerade hur Jesus är eikon av Fadern. De förklarade begreppet theosis, tron att alla kristna kan assimileras med Gud i ”imitation med den inkarnerade Sonen som modell för gudomligheten”.
Några av Gregorios teologiska alster kan, liksom hans vän Gregorios av Nyssa, antyda att han stödde något slag av apokatastasis, uppfattningen att Gud kommer att bringa sin skapelse i harmoni i form av Himlens kungarike. Detta fick några kristna universalister under sena 1800-talet, framför allt J. W. Hanson och Philip Schaff, att beskriva Gregorios som universalist. Denna uppfattning om Gregorios har också många moderna teologer, sådana som John Sachs som menar att Gregorios lutade sig åt apokatastasis, men på ett tvekande och odogmatiskt sätt.  Det råder dock ingen enighet om huruvida Gregorios verkligen är att beteckna som anhängare till apokatastasis.
Bortsett från flertaliga teologiska verk är Gregorios också en av de viktigaste kristna personerna i den tidiga kristendomens litteratur, en mycket förtjänstfull talare, möjligen den störste under sin samtid, och dessutom en mycket framstående diktare, med flera dikter om teologi och moral och några med biografiskt innehåll, om honom själv eller om hans vänner.

### Inflytande
Gregorios yngre släkting Nichobulos blev exekutor av hans litterära produktion, och denne bevarade många av hans skrifter. En kusin, Eulalios, utgav flera av Gregorios mest anmärkningsvärda verk år 391. Omkring år 400 började Rufinus översätta hans verk till latin. Allt medan Gregorios arbeten cirkulerade runt om i imperiet påverkade de det teologiska tänkandet. Hans anföranden citerades som auktoritativa vid konciliet i Efesos år 431, och år 451 titulerades han ”teologen” vid konciliet i Chalkedon - en beteckning som inte använts av någon annan än aposteln Johannes, och Symeon den nye teologen. Östortodoxa teologer anför ofta Gregorios och dessa håller honom högt som försvarare av den kristna tron. Hans bidrag till trinitariansk teologi är också inflytelserik och i detta ämne citeras han ofta av västliga teologer. Paul Tillich ger Gregorios av Nazianzos äran för att ha ”skapat den definitiva formuleringen av treenigheten”. 

### Reliker
Efter sin död begravdes Gregorios i Nazianzos. Hans reliker överfördes till Konstantinopel år 950, och förvarades i Apostlakyrkan. Delar av relikerna togs från Konstantinopel av korsriddarna under fjärde korståget år 1204 och hamnade i Rom. Den 27 november 2004 återlämnades dessa och Johannes Chrysostomos dylika, till Istanbul av påve Johannes Paulus II, medan Vatikanen behöll en liten del. Dessa reliker förvaras numera i 
Sankt Georgioskatedralen i Fanar.

## Festdag
I det romerska kalendariet infaller Gregoiros festdag den 2 januari. Tidigare firades han den 9 maj, ett datum som förr felaktigt togs för hans dödsdag.
Östortodoxa kyrkan och Östkatolska kyrkan håller två festdagar till hans åminnelse, den 25 januari som han huvudfest och den 30 januari firas han såsom en av de tre heliga hierarkerna.